# Minling Khenchen Rinpoche
Minling Khenchen Rinpoche (tibetisch སྨིན་གླིང་མཁན་ཆེན་རིན་པོ་ཆེ Wylie smin gling mkhan chen rin po che) bzw. der Minling-Khenchen-Linien- oder Thronhalter ist der Vertreter einer der beiden wichtigen Linien des Klosters Mindrölling oder Orgyen Mindrölling (o rgyan smin grol ling) in Dranang im Regierungsbezirk Shannan in Tibet.
Das von Terdag Lingpa (1646–1714) gegründete Kloster Mindrölling ist des Gründungskloster der Mindrölling-Tradition, einer Unterschule der Nyingma-Schule des tibetischen Buddhismus.
Ein weiterer wichtiger Linienhalter des Mindrölling-Klosters ist der Minling Thrichen.

## Liste der Minling Khenchen Linienhalter
- Minling Khenchen Gyalse Tenpe Nyima
- Minling Khenchen Lochen Dharmashri (smin gling lo chen dharma shrI) (1654–1717)
- Minling Khenchen Orgyen Tendzin Dorje
- Minling Khenchen Sangnag Tenzin
- Minling Khenchen Orgyen Chophel
- Minling Khenchen Rigdzin Zangpo
- Minling Khenchen Kunga Tsultrim Dorje
- Minling Khenchen Ngawang Khentse Norbu
- Minling Khenchen Khyenrab Gyatso
- Minling Khenchen Jigme Namgyal